# Центральний блокуючий
Центральний блокувальник — позиція гравця у волейболі, який блокує атаки суперника і атакує з першого кроку. На цій позиції грають найвищі гравці на майданчику у професійному волейболі.

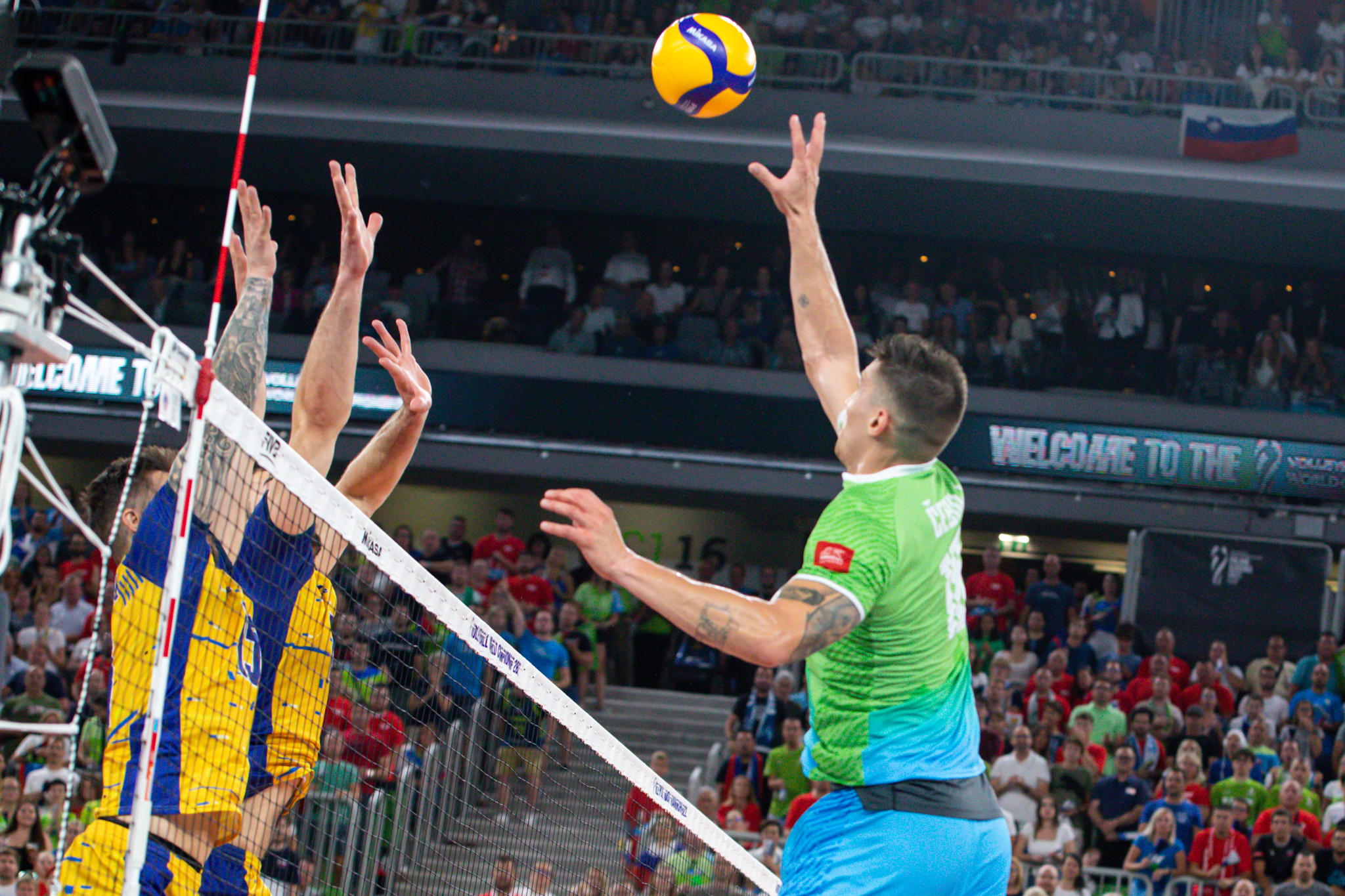

## Функції
Центральний блокувальник або гравець першого темпу. З назви амплуа вже можна зробити висновок про його основні завдання. Насамперед він повинен блокувати атаку з боку суперника, при цьому він завжди знаходиться біля центру сітки. Ще одне завдання центрального – атака першим темпом. Це означає, що в момент здійснення передачі зв’язуючим гравцем, центральний вже перебуває в стрибку. Зв’язуючий швидко вкидає центральний м’яч точно в руку. За рахунок цього відбувається дуже швидка атака і суперник може бути не готовий поставити блок або правильно побудувати захист. Центральні гравці здебільшого найвищі гравці на майданчику. Середній зріст – приблизно 207 см у чоловіків і 190 см у жінок. У прийомі ці гравці беруть участь у захисті, грають зазвичай лише у одній розстановці після своєї подачі, потім гравця замінює ліберо. Цінними центральними є гравці, які мають силову подачу.
Блокування може відбуватися лише після атакувального удару, тобто коли траєкторія м’яча спрямована на половину поля команди, що захищається. Зокрема, це означає, що передача не може бути заблокована, а м’яч не може бути торканий до або одночасно з атакувальним ударом. Подачу також не можна блокувати.

## Головні якості
Як правило, найвищі гравці. Головне їхнє завдання — блокувати удари суперників так, щоб м'яч не перелетів через сітку або потрапив до захисників своєї команди. Стрибок блокувальників має бути не тільки високим, але й своєчасним — в іншому випадку атакувальник завдасть удару поверх блоку. Правила допускають перенесення рук блокувальниками на сторону суперника — за умови, що вони торкнуться м'яча після того, як його торкнеться атакувальник.

## Відомі гравці
| - Роберто Руссо - Семенюк Юрій - Матеуш Бенек - Едер Карбонера |